# پریزرداول
پریزرداول (به لوکزامبورگی: Préizerdaul) یک شهرداری در استان ردانژ کشور دوک‌نشین لوکزامبورگ است که ۱۵٫۶ کیلومترمربع مساحت دارد و جمعیت آن در سال ۲۰۱۱ میلادی ۱۳۹۸ نفر بوده‌است.

## بخش‌ها
این شهرداری دارای چهار بخش زیرمجموعه می‌باشد.
- بتبورن (Bettborn) مرکز
- پلاتن (Platen)
- پراتژ (Pratz)
- رایمبرگ (Reimberg)

## آمار جمعیت
تاریخچه رشد جمعیت این شهرداری در جدول زیر آمده‌است  :
| سال  | جمعیت |
| ---- | ----- |
| ۱۸۲۱ | ۸۵۰   |
| ۱۸۵۱ | ۱۳۲۱  |
| ۱۸۸۰ | ۱۴۰۰  |
| ۱۹۱۰ | ۹۶۴   |
| ۱۹۳۵ | ۸۹۹   |
| ۱۹۴۷ | ۸۵۹   |
| ۱۹۶۰ | ۷۴۲   |
| ۱۹۷۰ | ۷۴۵   |
| ۱۹۸۱ | ۸۰۹   |
| ۱۹۹۱ | ۸۸۷   |
| ۲۰۰۱ | ۱۲۴۴  |
| ۲۰۰۴ | ۱۲۷۱  |
| ۲۰۰۷ | ۱۳۵۰  |
| ۲۰۱۰ | ۱۳۷۲  |
| ۲۰۱۱ | ۱۳۹۸  |